# Дубровка (Крупский район)
Дубровка (бел. Дуброўка) — деревня в Крупском районе Минской области Республики Беларусь. Входит в состав Октябрьского сельсовета.

## География
Есть небольшое озеро Зуенково, большой лес, в двух километрах от озера Селява.
Ближайшие поселения: Холопеничи, Докучино, Прошика, Большой Каменец, Старожище.

## История
Впервые упоминается в 1713 году, село Чарейского маентка Сапегов, 25 дворов. В 1772 году Дубровка входила во владения пана Сологуба, 20 дворов. Существует легенда, что императрица Екатерина II проезжала около Дубровского леса.
В 1880 году — 40 дворов, 169 жителей. В 1897 году была открыта школа письменности. До 1917 года входила в Лисиченскую волость Сенненского повета, 49 дворов, 276 жителей.
После Октябрьской революции входила в состав Холопеничского района Борисовского округа, с 1931 года — Крупского района, сначала в Дубовском, Великохольневицком, потом в Октябрьском сельсовете. В 1929 году создан колхоз «Чырвоны земляроб».
В 1941 году в деревне было 60 дворов, 271 житель. В Великую Отечественную войну фашисты спалили 34 дома, расстреляли 9 мирных жителей. На фронтах войны и в партизанской борьбе погибло 46 жителей деревни. После войны отстроена, в составе сначала совхоза, потом колхоза «Дубровка». В состав колхоза входили также деревни Дакучино, Большой Каменец, Старожище, Худово.
На 1 января 1998 года — 127 хозяйств, 340 жителей. Средняя школа, детский сад, клуб, библиотека, комбинат бытового обслуживания, почта, магазин, мастерские, ферма, зерноток, ФАП, строилось кафе, музыкальная школа.
В 2004—2005 годах колхоз был объединён с Холопеничским, с того момента начался резкий спад деревни. В 2008 году была закрыта школа. На 1 января 2015 года был магазин, ФАП, клуб-библиотека.

## Достопримечательность
- В центре деревни есть памятник земляку, Герою Советского Союза Андрею Портянко
- Памятник в честь земляков, погибших в Великой Отечественной войне
- В 1982 году установлен обелиск с барельефом героя и 4 наклонёнными стелами

## Известные уроженцы
- Портянко Андрей Антонович — Герой Советского Союза